# هاريس اندروز
هاريس اندروز (بالإنجليزية: Harris Andrews)‏ هو لاعب كرة قدم أسترالية أسترالي، ولد في 11 ديسمبر 1996.

## وصلات خارجية
- هاريس اندروز على موقع AustralianFootball.com (الإنجليزية)
- هاريس اندروز على موقع AFLtables.com (الإنجليزية)